# Astragalus konyaensis
Astragalus konyaensis är en ärtväxtart som beskrevs av Dieter Podlech. Astragalus konyaensis ingår i släktet vedlar, och familjen ärtväxter. Inga underarter finns listade i Catalogue of Life.